# Совет труда и обороны
Сове́т труда́ и оборо́ны (СТО) — чрезвычайный высший орган РСФСР, а затем СССР, действовавший в условиях начавшейся гражданской войны и военной интервенции. Отвечал за руководство хозяйственным строительством и обороной, направлял деятельность экономических комиссариатов и ведомств.
Образован в апреле 1920 года путём переименования Совета рабочей и крестьянской обороны. В декабре 1920 года получил юридический статус комиссии при СНК РСФСР. В 1923 году при образовании СНК СССР был ликвидирован Совет труда и обороны РСФСР и образован Совет труда и обороны СССР. Последний был упразднён постановлением ЦИК СССР от 28 апреля 1937 года, и его функции были переданы Экономическому совету и Комитету обороны при СНК СССР.

## История
Совет труда и обороны создан в апреле 1920 на основе Совета рабочей и крестьянской обороны (СРКО). Будучи правопреемником СРКО, Совет труда и обороны также обнаруживал свою главную задачу в координации усилий по восстановлению народного хозяйства страны с задачами её обороны.
Согласно Положению, принятому Восьмым Всероссийским съездом Советов (декабрь 1920 года), СТО СССР действовал на правах комиссии СНК. СНК СССР персонально назначал состав Совета; в него входили председатель СНК (председатель СТО) и народные комиссары — по военным делам, путей сообщения, земледелия, продовольствия, труда, РКИ, председатель ВСНХ, представитель ВЦСПС, управляющий ЦСУ (с совещательным голосом). Органами СТО на местах были областные, губернские, уездные и волостные экономические совещания.
СТО уделял максимальное внимание работе на местах, требуя напряжения всех сил для развития широкой деятельности по всестороннему улучшению крестьянского хозяйства и подъему промышленности.
С этой целью в мае 1921 года В. И. Ленин составил проект «Наказа от СТО местным советским учреждениям», который в виде отдельной брошюры был разослан по всем губерниям, уездам и волостям.
В связи с образованием СССР и союзного правительства — Совнаркома — по Постановлению СНК СССР от 17 июля 1923 года СТО РСФСР был ликвидирован и в соответствии с решением 2-й сессии ЦИК СССР первого созыва (16 июля 1923 года) образован СТО СССР. Постановлением СНК СССР от 21 августа 1923 года утверждено Положение о СТО СССР.
В круг ведения СТО входило:
- рассмотрение и практическое проведение через соответствующие органы в жизнь хозяйственного и финансового планов СССР;
- рассмотрение вопросов обороны страны и принятие мероприятий, касающихся улучшения военного дела;
- утверждение уставов трестов и акционерных обществ;
- руководство экономическими совещаниями союзных республик;
- разрешение вопросов распределения имущества между отдельными государственными органами и республиками, входящими в Союз ССР[3].

СТО СССР рассматривал вопросы управления и финансирования различных отраслей народного хозяйства. Действовал на правах комиссии СНК СССР, для обеспечения текущей работы пользовался рабочим аппаратом СНК СССР.
Постановлением ЦИК СССР от 28 апреля 1937 Совет Труда и Обороны при СНК СССР был упразднён. Его общехозяйственные функции были переданы Экономическому совету при СНК СССР (упразднён 21 марта 1941 года), а оборонные — Комитету обороны при СНК СССР (упразднён 29 мая 1941 года).

## Председатели Совета труда и обороны[4]
- Ленин, Владимир Ильич — апрель 1920 года — январь 1924 года
- Каменев, Лев Борисович — февраль 1924 года — январь 1926 года
- Рыков, Алексей Иванович — январь 1926 года — декабрь 1930 года
- Молотов, Вячеслав Михайлович — декабрь 1930 года — апрель 1937 года

Заместители
- 1921—1924 — Рыков, Алексей Иванович
- 1921—1928 — Цюрупа, Александр Дмитриевич[6]
- с июля 1923 — Каменев, Лев Борисович[7]

## Комитеты и комиссии Совета труда и обороны
В разное время в состав Совета труда и обороны входили:
- Комиссия использования материальных ресурсов. 1918—1922
- Основная транспортная комиссия. 1920—1922[8]
- Главный комитет по проведению всеобщей трудовой повинности (Главкомтруд). 1920—1921[9]
- Государственная общеплановая комиссия (Госплан). С 1921 года до упразднения СТО.
- Комиссия по учёту и реализации государственных фондов. 1922—1927[4]
- Постоянная комиссия по трудовой сельскохозяйственной и промышленной иммиграции и эмиграции. 1922—1927[4]
- Особая полномочная комиссия по восстановлению и развитию торговли хлебом (Осполком). 1923—1924[4]
- Комиссия по ревизии ирригации Туркестана. Ташкент. 1924[4]
- Комиссия по обследованию хлопководства и ирригации в Закавказской Социалистической Федеративной Советской Республике (ЗСФСР). 1924—1925[4]
- Комиссия по обследованию хлопководства на Мугани. 1925—1926[4]
- Комитет по стандартизации. 1925—1936
- Комиссия по рационализации товаропроводящего аппарата. 1926—1927[4]
- Комиссия по обследованию хлопководческих районов Закавказья. 1926—1929[4]
- Правительственная комиссия по рационализации товаропроводящего аппарата. 1929—1930[4]
- Комитет по делам Камчатки и Сахалина. 1929—1931[4]
- Комитет промысловой кооперации и кустарной промышленности. 1930—1936[10]
- Комитет цен. 1931—1932[4]
- Комитет по перевозкам. 1931—1933[4]
- Комитет товарных фондов и регулирования торговли. 1932—1934[4]
- Комитет по топливу. 1931—1935[4]
- Комитет резервов. 1931—1937[11]

## Официальные издания
- Вестник ЦИК, СНК и СТО СССР (1923—1924)
- Газета «Экономическая жизнь»[12]